# Eufemia Maria Margareta von Engeström
Eufemia Maria Margareta von Engeström, född 6 mars 1793 i Stockholm, död juni 1816 i Posen, var en svensk hovfröken.

## Biografi
Eufemia Maria Margareta von Engeström föddes 1793 i Stockholm. Hon var dotter till Lars von Engeström och Rosalie Drya-Chlapowska. von Egenström var hovfröken hos prinsessan Sofia Albertina. Hon avled 1816 i Posen och begravdes 29 juni samma år med mycket ståt.